# Пам'ятник загиблим астрономам
Пам'ятник загиблим астрономам — пам'ятник, який присвячений 7-ом астрономам, співробітникам Харківської обсерваторії, які загинули у роки окупації Харкова під час Другої світової війни.

## Історія
Пам'ятник відкритий 22 червня 2011 року. На відкритті були присутні заступник харківського міського голови Світлана Горбунова Рубан, начальник управління освіти Харківської облдержадміністрації Роман Шаповал, ректор ХНУ Віль Бакіров, керівництво та співробітники НДІ.
Про долю колег співробітники інституту дізналися з записок Володимира Михайлова — він керував обсерваторією в роки війни. Щоденники Володимира Михайлова знайшли в підвалі інституту серед купи старих паперів. У нотатках керівник обсерваторії фіксував кожен день життя астрономів і їх сусідів в окупованому Харкові.

## Опис
Пам'ятний знак являє собою призму, на вершині якої встановлено муляж телескопа. Внизу до призми прикріплений уламок метеорита і сходи ракетоносія, що згорів над Харківською областю 10 років тому.

### Меморіальна дошка
На пам'ятнику розташована меморіальна дошка з переліком астрономів.
| Звання                        | Прізвище, Ім'я, По батькові   | Причина смерті                    |
| Професор                      | Раздольський Олексій Іванович | помер від голоду                  |
| Професор                      | Семілєтов Сергій Матвійович   | загинув від вибуху авіабомби      |
| Доцент                        | Фадєєв Юрій Миколайович       | Помер від голоду                  |
| Доцент                        | Саврон Мстислав Сергійович    | Розстріляний вдома                |
| Старший науковий співробітник | Страшний Григорій Лазарович   | Загинув у гетто                   |
| Обчислювач                    | Костиря Людмила Михайлівна    | Померла від голоду                |
| Аспірант                      | Баланський Василь Олексійович | Зник безвісти після бомбардування |

Дошка на пам'ятнику
Муляж телескопу на пам'ятнику